# Hans Maarten van den Brink
Hans Maarten Van Den Brink (1956, Oegstgeest), es un periodista y escritor neerlandés.
De 1995 a 2001, Van den Brink fue editor en la televisión VPRO. Director de Mediafonds. Autor de varios libros en neerlandés como:
- 1985, Reis naar de West
- 1988, Boven de grond en Washington en New York
- 1993, De vooruitgang
- 1998, Sobre el agua.
- 1999, Hart van glas
- 2002, De dertig dagen van Sint Isidoor
- 2003, Reizigers bij een herberg